# Виндом (Канзас)
Виндом (енгл. Windom) град је у америчкој савезној држави Канзас.

## Демографија
По попису из 2010. године број становника је 130, што је 7 (-5,1%) становника мање него 2000. године.
| Група             | 2000.       | 2010.       |
| Белци             | 131 (95,6%) | 117 (90,0%) |
| Афроамериканци    | 0 (0,0%)    | 1 (0,8%)    |
| Азијати           | 0 (0,0%)    | 1 (0,8%)    |
| Хиспаноамериканци | 0 (0,0%)    | 8 (6,2%)    |
| Укупно            | 137         | 130         |